# Альфос
А́льфос (ісп. Alfoz, МФА: [ˈal.fos]) — муніципалітет і містечко в Іспанії, в автономній спільноті Галісія, провінція Луго, комарка Марінья-Сентраль. Розташоване у північно-західній частині країни. Входить до складу Лугоської діоцезії Католицької церкви. Площа муніципалітету — 77,5 км², населення муніципалітету — 2107 ос. (2009); густота населення — 
. Висота над рівнем моря — 763 м. Телефонний код — 34 982.

## Назва
- А́льфос  (ісп. Abadín, МФА: [ˈal.fos]) — сучасна іспанська назва.
- Альфо́с (гал. Abadín, МФА: [alˈfɔθ];) — сучасна галісійська назва.

## Географія
Муніципалітет розташований на відстані близько 460 км на північний захід від Мадрида, 60 км на північ від Луго.

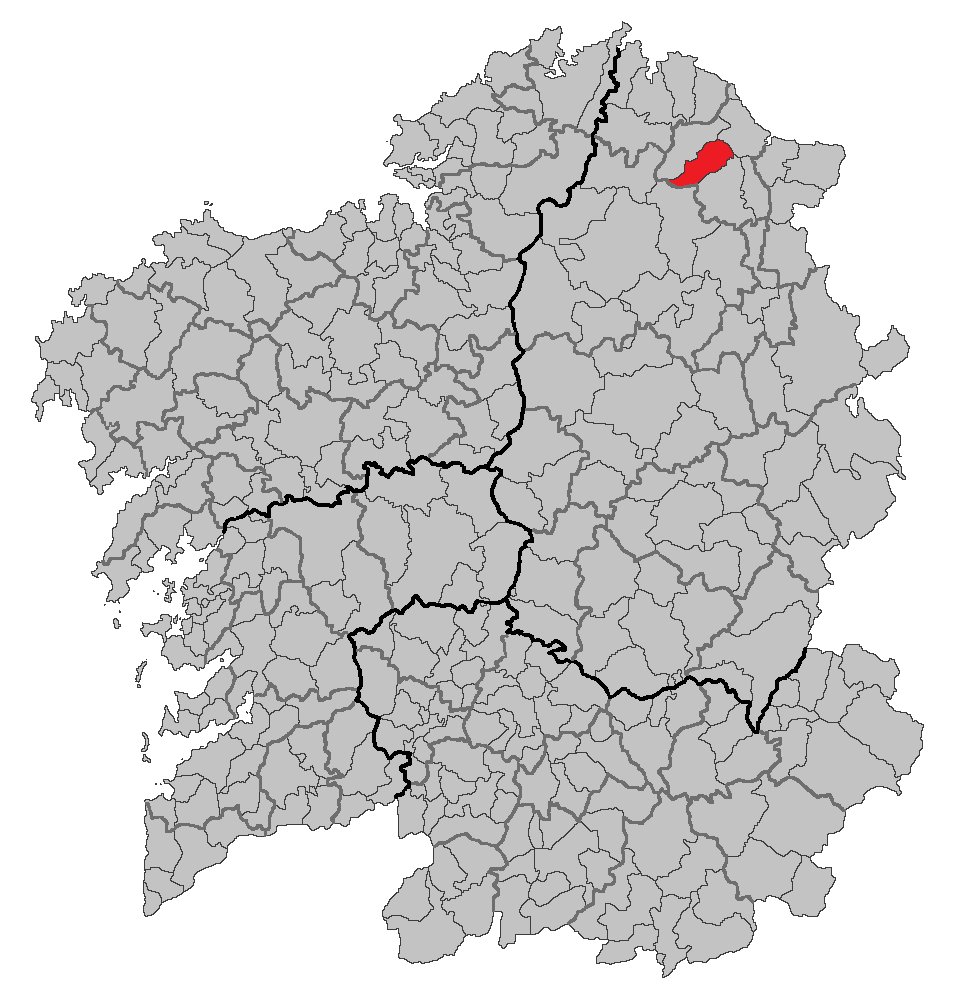
Муніципалітет в Галісії
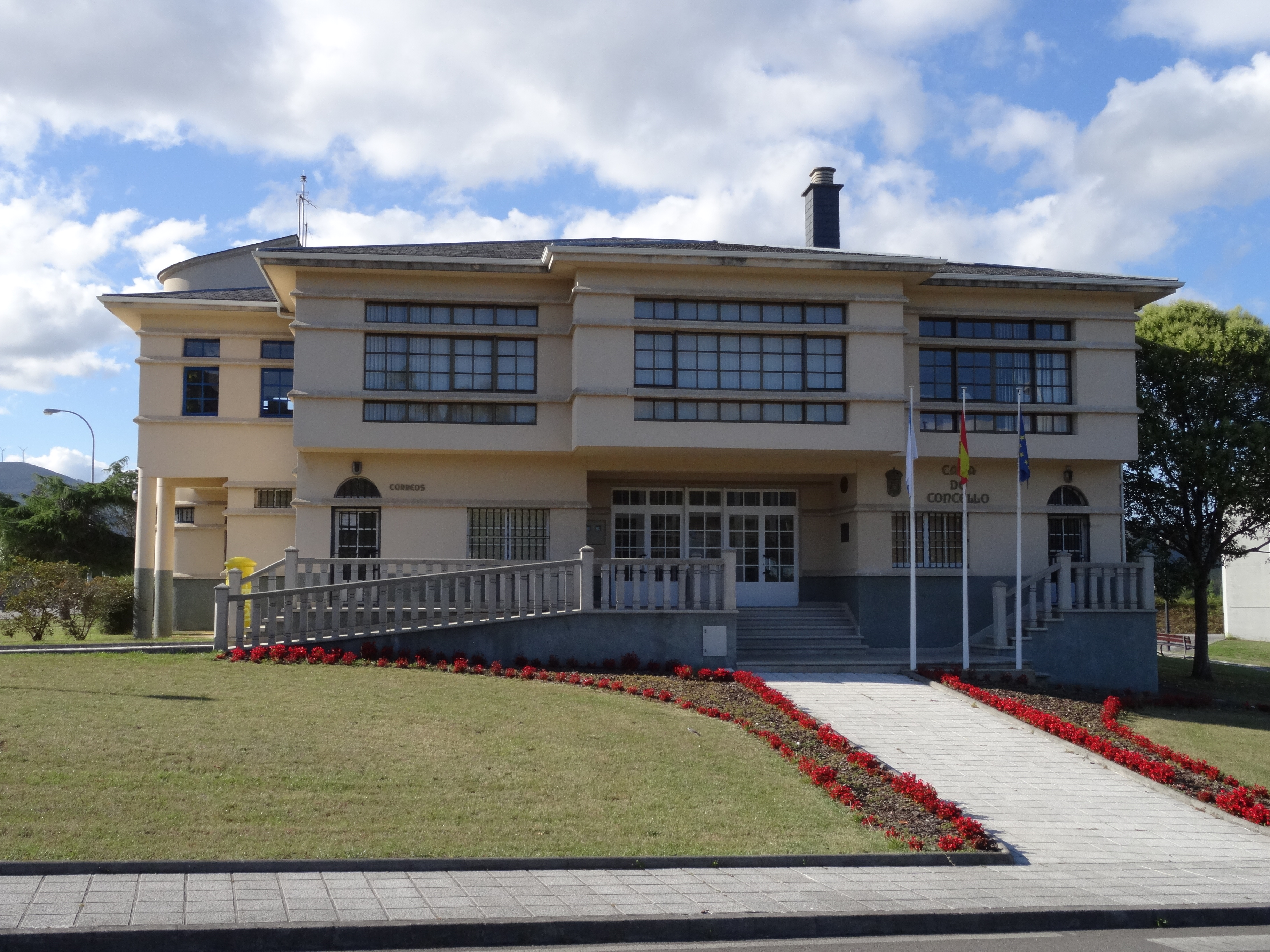
Ратуша
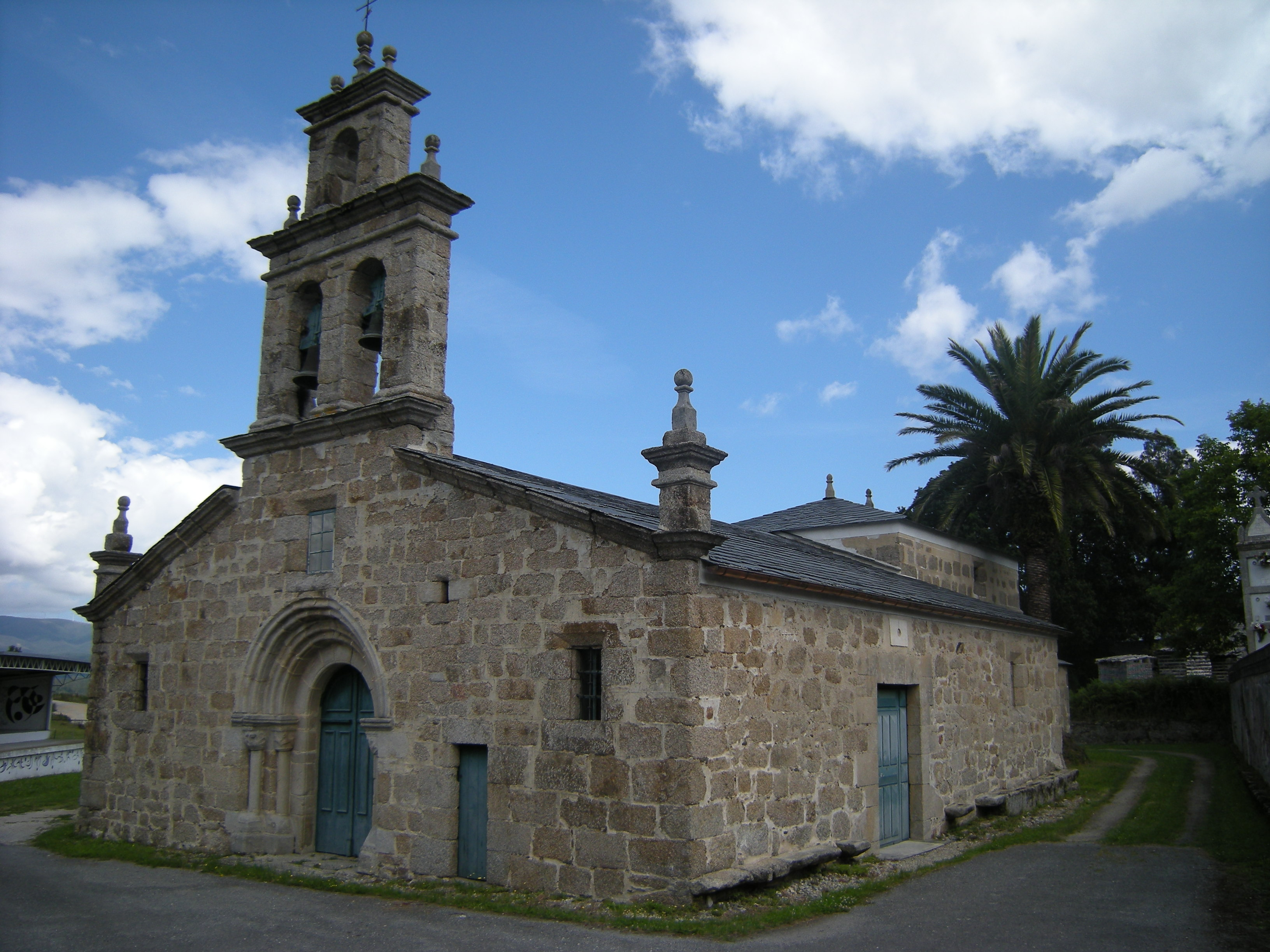
Церква св. Якова
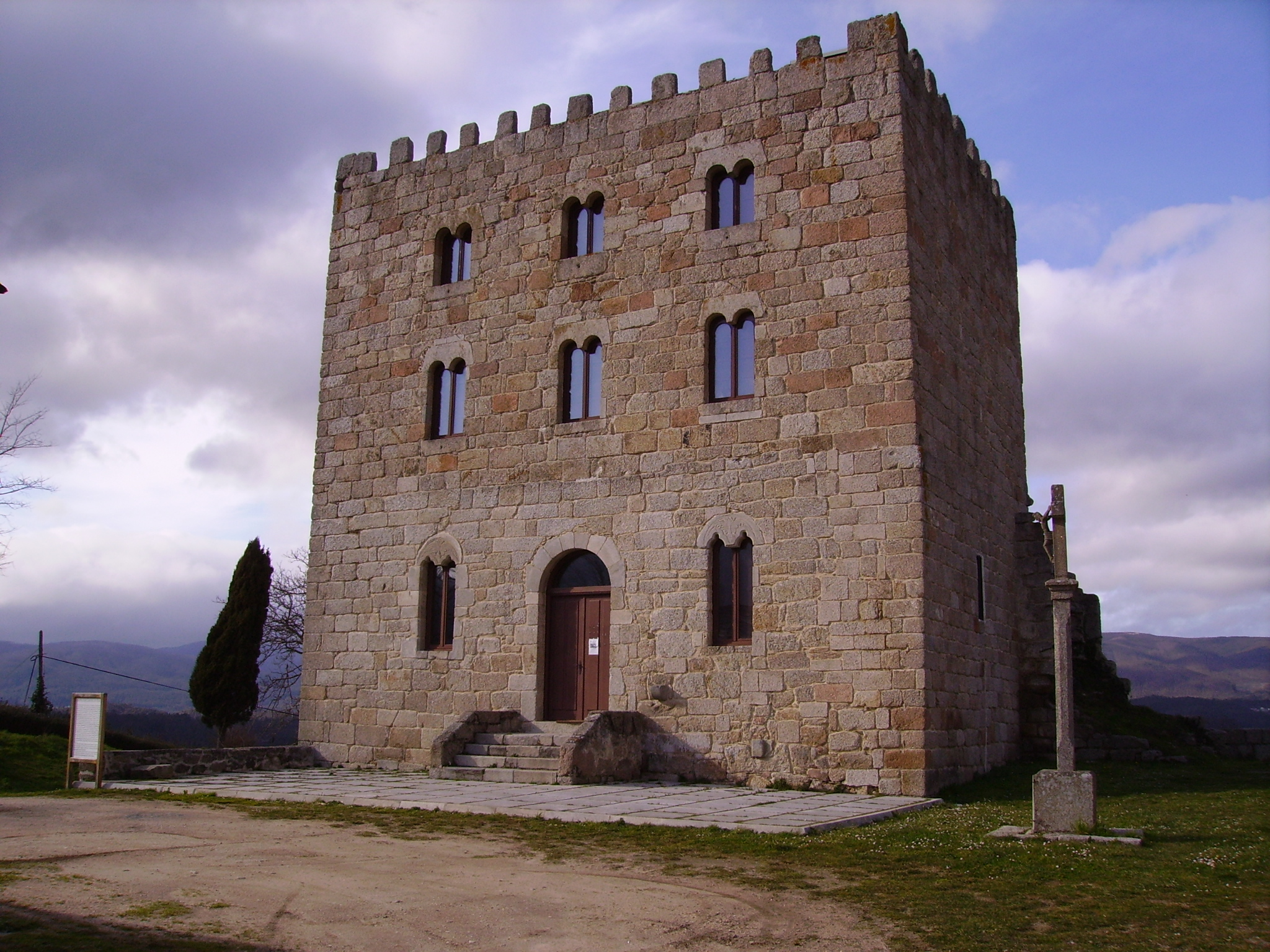
Пардодський замок

## Демографія
Динаміка населення (INE ):

## Парафії
Муніципалітет складається з таких парафій:
1. Аделан
2. Ас-Ойрас
3. Бакой
4. Карбальїдо
5. Лагоа
6. Мор
7. О-Кастро-де-Оуро
8. О-Перейро
9. О-Рейрадо

## Релігія
Альфос входить до складу Лугоської діоцезії Католицької церкви.